# مكشاف كهربائي ذهبي الوريقات

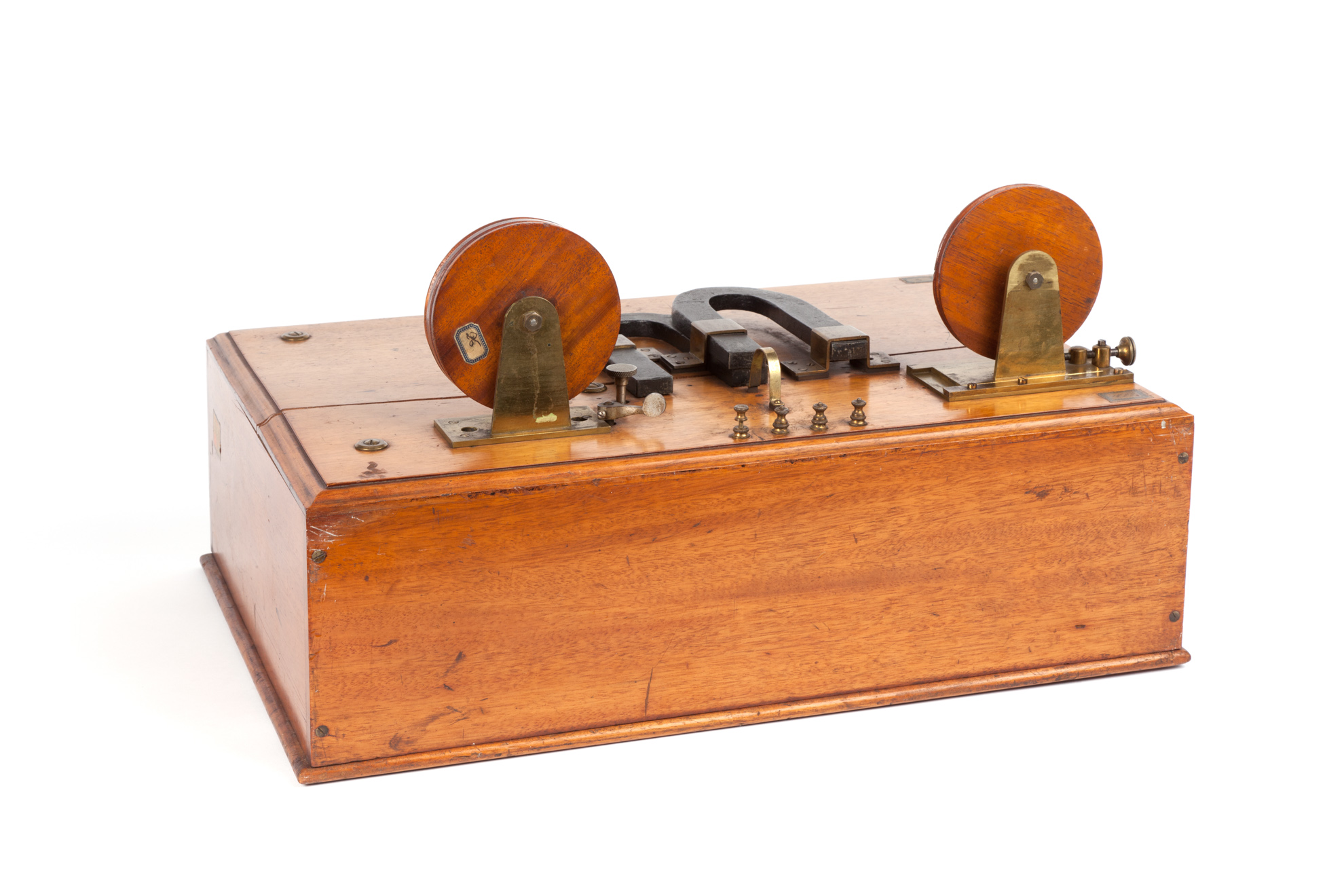

المكشاف الكهربي ذهبي الوريقات يحتوي على شريطين رقيقين من أوراق الذهب متدليين في إناء زجاجي فيبتعدان عن بعضهما البعض عندما يشحنان، وتعتمد زاوية ابتعادهما على كمية الشحنة. وعلى الرغم من أن استخدام هذا المكشاف مستمر حتى الآن في التجارب الإيضاحية داخل الفصول الدراسية، فإن الإلكترومتر الإلكتروني قد حل محله.